# لهجة صحراوية

خريطة تبين توزع اللهجات العربية والصحراوية بالأزرق الفاتح

اللهجة الصحراوية هي إحدى لهجات اللغة العربية يتحدث بها بشكل رئيسي سكان جنوب الجزائر 